# Persicaria amphibia
Persicaria amphibia là một loài thực vật có hoa trong họ Rau răm. Loài này được (L.) Delarbre mô tả khoa học đầu tiên năm 1800.